# Wen Junhui
Wen Junhui (chinês tradicional: 文俊輝, chinês simplificado: 文俊辉, pinyin: Wén Jùnhuī; hangul: 문준휘; rr: Moon Joon-hwi; nascido em 10 de junho de 1996), mais conhecido na carreira musical apenas como Jun (em coreano:  준; em japonês:  ジュン), é um ator, cantor e dançarino chinês. Em 2007 apareceu no filme The Pye-Dog, onde foi indicado ao 27th Hong Kong Film Awards e venceu o 2nd Hong Kong Film Directors Awards na categoria de "Melhor Ator Novato". Estreou como membro do grupo sul-coreano Seventeen em maio de 2015.

## Início da vida
Wen Junhui nasceu em 10 de junho de 1996, em Shenzhen, Cantão, na China. Quando tinha 6 anos enquanto brincava em um parque foi visto pelo ator e diretor Zhang Jiahui que o convidou para atuar por acha-lo extremamente fofo. Seus pais se divorciaram quando Wen tinha apenas 2 anos de idade, e ele acabou ficando com sua mãe, que se casou novamente quando Wen tinha 5 anos.

## Carreira

### 1998–2014
Em 1998, com apenas 2 anos de idade, teve a chance de aparecer como um ator de publicidade imobiliária. Em 2000 apareceu em Watching The Truth como Zhong Shouzhen. Em 2002 apareceu na série de televisão Mad for Music, uma adaptação da série de animação Music Up, desempenhando Xiao Yefeng. Ainda em 2002, estrelou a série de TV Flying Dragon - the Special Unit, interpretando Zhong Zai. Apareceu no filme Bloody Buns lançado em 5 de julho de 2003 em Hong Kong. De dezembro de 2004 a fevereiro de 2005, estrelou a série Cross Border Daddy, como o filho do protagonista Zeng Cheng. Em 2005, apareceu na série estrelada por Wang Qingxiang e Wang Fuli, Family Traditions, interpretando Zai Zai. Em maio do mesmo ano apareceu em Go! Go! Daddy, sequencia de Cross Border Daddy, indo ao ar de 2 à 27 de maio de 2005.
Em 2006 com apenas 10 anos, foi escalado para o elenco do filme The Pye-Dog, interpretando Wong, onde foi indicado ao 27th Hong Kong Film Awards e venceu o 2nd Hong Kong Director Spring Luncheon na categoria de "Melhor Ator Novato". O filme dirigido por Derek Kwok foi lançado em 15 de novembro de 2007. Em março de 2009, a Hong Kong Emperor Entertainment pretendia assinar com Wen Junhui, mas Wen decidiu não assinar com a agência. Interpretou a versão jovem de Ip Man no filme biográfico The Legend is Born: IP Man, lançado em junho de 2010. Em fevereiro de 2010, apareceu em Daming Concubines, interpretando Zhu Youxiao. No mês seguinte interpretou Chang Dequan em Our Margin. Em agosto de 2010, apareceu em Drunk Red (Dust and Drop) como Xiao Jiu. Em setembro do mesmo ano, apareceu em Who's the Hero. Em dezembro de 2011, apareceu na série Great Hankou interpretando a versão jovem de Lu Xiuwu.
Apareceu na série Pearl Tour Long como o filho de Zhang Baozhu, que foi ao ar de 26 de março a 9 de abril de 2012. Em junho de 2012, atuou em Love Under the Eaves como Haitian. De agosto a dezembro do mesmo ano, apareceu na série Children's War interpretando Liu Xiaofeng. Em outubro de 2012, assinou com a companhia de entretenimento sul-coreana Pledis Entertainment, através de uma seleção realizada em Shenzhen, tornando-se oficialmente um trainee, com o intuito de mudar sua imagem encantadora como ator infantil.
Em janeiro de 2013, Wen apareceu em transmissões ao vivo regulares no programa Seventeen TV, transmitido através da plataforma de streaming on-line Ustream. Durante as transmissões, o público foi convidado a assistir a formação do grupo musical Seventeen em sua sala de prática. O show teve várias temporadas em que os trainees foram introduzidos ao público, com algumas temporadas terminando com os shows Like Seventeen. No começo da primeira temporada não eram conhecidos os nomes dos integrantes que participavam do programa, então eles eram chamados por apelidos de acordo com algo que carregavam consigo. Durante a temporada Wen foi apelidado de Mr. Blue Earmuffs. Atuou em Xue Dingshan como Xue Yinglong, estreando em 12 de junho de 2013. Em setembro do mesmo ano estrelou o filme My Mother, interpretando Lin Yilong. Em dezembro de 2014, apareceu como convidado especial no show BrandNew Music ao lado de outros artistas da Pledis Entertainment.

### 2015–presente

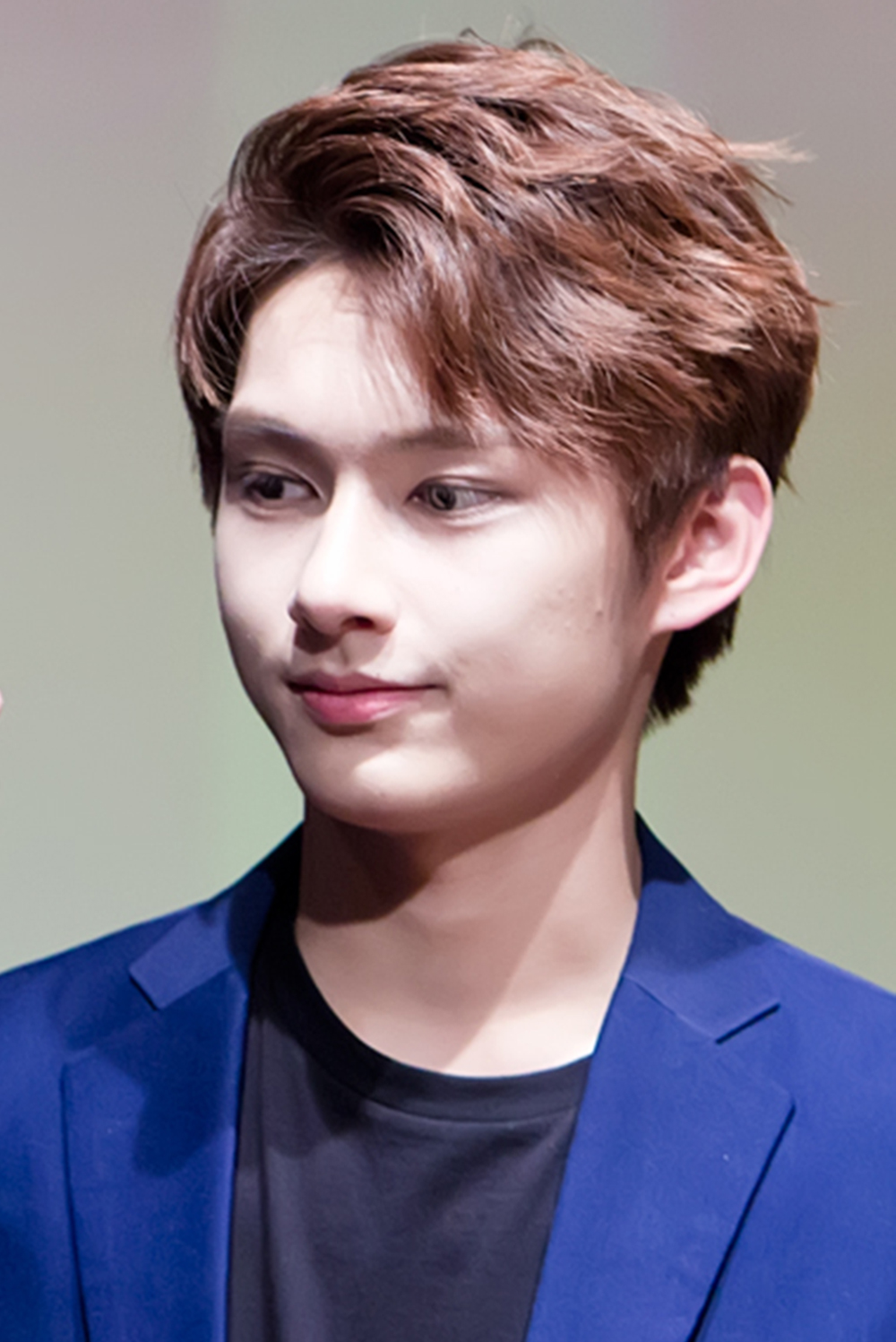
Wen durante um fansign em Yongsan-gu, Coreia do Sul (outubro de 2015)

Wen apareceu no reality show Seventeen Project: Big Debut Plan, transmitido pela MBC de 2 a 26 maio de 2015, utilizando apenas o nome Jun. Wen estreou como membro do grupo Seventeen em 26 de maio de 2015, com um showcase ao vivo, televisionado pela MBC. Três dias depois, o primeiro extended play do grupo, 17 Carat, foi lançado digitalmente juntamente com o vídeo musical para sua faixa-título "Adore U". O álbum físico foi lançado em 2 de junho, alcançando a #9 posição no Billboard's World Albums uma semana após o seu lançamento e chegou ao oitavo, permanecendo na parada por um total de onze semanas. De 16 de julho a 17 de setembro de 2015, estrelou o web drama Intouchable interpretando Xiao DeGuLa.
Foi um dos MCs do 22nd Dream Concert, juntamente com Jeonghan e Mingyu, realizado em 4 de junho de 2016 no Seul World Cup Stadium. Para o mini-álbum Going Seventeen, lançado em 5 de dezembro de 2016, co-escreveu a canção "HIGHLIGHT". Co-escreveu a letra da canção "MY I" para o quarto mini-álbum do Seventeen, Al1, lançado em 22 de maio de 2017. Para o segundo álbum de estúdio do grupo, lançado em 6 de novembro de 2017, colaborou na composição da letra da canção "Hello".
Em 10 de abril de 2018, a iQiyi atualizou sua conta no Weibo com cartazes promocionais das celebridades que fariam parte de seu festival de fãs, Pao Pao Fans, entre essas celebridades estavam Jun e seu companheiro de grupo, The8. Ambos usando seus nomes reais, Wen Junhui e Xu Minghao. O festival foi realizado em 29 de abril, em Pequim, na China, onde ambos participaram de atividades esportivas e jogos de desempenho físico. Como parte da equipe azul, eles ganharam a medalha de primeiro lugar na corrida de revezamento. Esta foi a primeira atividade na China de ambos desde sua estréia com o Seventeen em 2015.
Em julho de 2018, entrou para o elenco do programa musical chinês The Collaboration, tendo sua primeira transmissão em 12 de julho. No programa dez músicos são parceiros em dois grupos para mostrar seus talentos musicais em arranjos, canto e dança. No episódio 9, antes de cumprir a sua última missão, Wen decidiu deixar o concurso após a saída de seu companheiro Yan An por problemas de saúde, deixando uma posição livre no top 3 do programa e evitando a eliminação de outro participante. No último episódio do programa exibido em 3 de setembro de 2018, ele participou como apresentador e fez uma apresentação especial com a música "Run! Frantic Flowers!" de Waa Wei.
Em 2020, Junhui participou da soundtrack da The King: Eternal Monarch com a música "Dream". Posteriormente, em 5 February 2021, Jun lançou o single "Crow" (乌鸦), que mais tarde foi relançado com o repackage de seu segundo single album Silent Boarding Gate (寂寞号登机口) lançado dia 14 Fevereiro. Em 23 de Setembro 2022, Jun lançou seu terceiro single digital "Limbo" com 2 versões, uma em coreano e outra em chinês. Em 4 de Julho de 2023, Jun lançou seu quanto single digital "Psycho". 
| Performances no The Collaboration | Performances no The Collaboration | Performances no The Collaboration             | Performances no The Collaboration         | Performances no The Collaboration | Performances no The Collaboration |
| Data                              | Episódio                          | Missão                                        | Canção                                    | Artista Original                  | Parceiro                          |
| --------------------------------- | --------------------------------- | --------------------------------------------- | ----------------------------------------- | --------------------------------- | --------------------------------- |
| 12 de julho de 2018               | 1º                                | Procure um parceiro                           | "I Understand" ("Thanks" Chinese version) | Seventeen                         | Solo                              |
| 2 de agosto de 2018               | 4º                                | Ataque o coração das garotas                  | "My I" (Chinese version)                  | Seventeen (Jun X The8)            | Xu Minghao                        |
| 9 de agosto de 2018               | 5º                                | Ataque de banda sonora                        | "The Last Blossom"                        | Faye Wong                         | Yan An                            |
| 16 de agosto de 2018              | 6º                                | Apresentação especial do elenco               | "Can't Stop the Feeling!"                 | Justin Timberlake                 | Elenco de CYZJ                    |
| 16 de agosto de 2018              | 6º                                | Ataque de geração                             | "The Night Is Too Dark"                   | Sandy Lam                         | Solo                              |
| 23 de agosto de 2018              | 7º                                | Ataque duplo (com Tia Ray)                    | "BB88"                                    | Khalil Fong                       | Yan An                            |
| 6 de setembro de 2018             | 9º                                | Apresentação fora do concurso (com Liron Man) | "Reflection of Desire"                    | Jam Hsiao                         | Solo                              |
| 13 de setembro de 2018            | 10º                               | Apresentação especial                         | "Run! Frantic Flowers!"                   | Waa Wei                           | Solo                              |

Em 14 de outubro, estreou como apresentador do programa musical Yo! Bang. Em 14 de dezembro de 2018, Wen lançou seu primeiro single solo intitulado "Can You Sit Next to Me?". Em 3 de maio de 2019, Wen lançou a canção "Brothers For One Time" (兄弟一回) para a trilha sonora do drama Seven Days, em colaboração com The8.

## Imagem
Após sua estreia como membro do grupo Seventeen em maio de 2015, Wen atraiu a atenção do público por sua aparência sendo frequentemente referido como "Príncipe do Visual" e "Visual dos Visuais". Em dezembro de 2016, se classificou na 81ª posição no World's 100 Most Handsome Faces realizado pela TC Candler The Independent Critics List.
Em 19 de novembro de 2017, o Instituto Coreano de Pesquisa Empresarial anunciou o ranking de reputação da marca de novembro para membros individuais de grupos masculinos, onde Junhui ocupou a 21.ª posição com um índice de reputação de 1,574,968.

## Atividades sociais
Em 29 de maio de 2008, Wen participou do Invitational Charity Elite Tournament of "INFINITI", que convidou a comunidade a auxiliar os departamentos relevantes a fornecer alívio e serviços às pessoas presas. A Fundação da Cruz Vermelha e o Centro de Voluntários da China realizam conjuntamente operações de auxilio.
Em 24 de janeiro de 2011, Wen participou da campanha de segurança do metro de Shenzhen estrelando seu comercial.

## Vida pessoal
Wen estudou na Phuket High School e mudou-se para a Buji Senior High School em seu segundo ano, se formando em 2013. Depois de se formar na escola secundária de Buji, entrou para a University and Institute of International Languages.

## Filmografia
| Título                     | Ano  | Papel          | Notas                        |
| -------------------------- | ---- | -------------- | ---------------------------- |
| Bloody Buns                | 2003 | Não mencionado |                              |
| The Pye-Dog                | 2007 | Wong           | Creditado como Chun-fai Man. |
| The Legend is Born: IP Man | 2010 | Ip Man (jovem) |                              |
| Children's War             | 2011 | Liu Xiaofeng   |                              |
| My Mother                  | 2013 | Lin Yilong     |                              |

| Título                            | Ano     | Papel                 | Notas                       |
| --------------------------------- | ------- | --------------------- | --------------------------- |
| Watching The Truth                | 2000    | Zhong Shouzhen        |                             |
| Mad for Music                     | 2002    | Ye Feng (jovem)       | Elenco principal            |
| Flying Dragon - the Special Unit  | 2002    | Zhong Zai             |                             |
| Cross Border Daddy                | 2004–05 | Zeng Cheng            | Elenco principal            |
| Family Traditions                 | 2005    | Zai Zai               |                             |
| GO! GO! Daddy                     | 2005    | Zeng Cheng            | Elenco principal            |
| Daming Concubines                 | 2010    | Zhu Youxiao           |                             |
| Our Margin                        | 2010    | Chang Dequan (jovem)  |                             |
| Drunk Red                         | 2010    | Xiao Jiu (jovem)      |                             |
| Who's the Hero                    | 2010    | Aparição              | Cameo                       |
| Great Hankou                      | 2011    | Lu Xiuwu (jovem)      |                             |
| Pearl Tour Long                   | 2012    | Filho de Zhang Baozhu |                             |
| Love Under the Eaves              | 2012    | Haitian               |                             |
| Children's War                    | 2012    | Liu Xiaofeng          |                             |
| Xue Dingshan                      | 2013    | Xue Yinglong          |                             |
| Seventeen Project: Big Debut Plan | 2015    | Ele mesmo             | Elenco principal            |
| Pao Pao Fans                      | 2018    | Ele mesmo             | Competidor                  |
| The Collaboration                 | 2018    | Ele mesmo             | Regular                     |
| Yo! Bang                          | 2018    | Ele mesmo             | Apresentador (Ep. 1–3, 6–9) |

| Título       | Ano     | Papel       | Notas           |
| ------------ | ------- | ----------- | --------------- |
| Seventeen TV | 2013–14 | Ele mesmo   |                 |
| Intouchable  | 2015    | Xiao DeGuLa | Papel Principal |

## Discografia
| Como artista principal                        | Como artista principal | Como artista principal                   |
| Título                                        | Ano                    | Álbum                                    |
| --------------------------------------------- | ---------------------- | ---------------------------------------- |
| "Can You Sit By My Side?" (能不能坐在我身旁)  | 2018                   | Lançamento sem álbum                     |
| ''Silent Boarding Gate'' (寂寞号登机口)       | 2021                   | 寂寞号登机口 (Silent Boarding Gate) - EP |
| LIMBO                                         | 2022                   | LIMBO                                    |
| PSYCHO                                        | 2023                   | PSYCHO                                   |
| Aparições em trilhas sonoras                  |                        |                                          |
| "Brothers For One Time" (兄弟一回) (com The8) | 2019                   | Seven Days OST                           |
| ''Exclusive Fairytale'' (独家童话)            | 2023                   | Exclusive Fairytale OST                  |

### Composições
- Seu nome registrado na Korea Music Copyright Association (KOMCA) é 준 ou JUN, e o número de registro é 10013921.[71]

|  | Indica lançamento como single |

| Canção                                       | Ano  | Álbum                | Artista(s)             | Letra     | Letra                                                 |
| Canção                                       | Ano  | Álbum                | Artista(s)             | Creditado | Com                                                   |
| -------------------------------------------- | ---- | -------------------- | ---------------------- | --------- | ----------------------------------------------------- |
| "Can You Sit By My Side?" (能不能坐在我身旁) | 2018 | Lançamento sem álbum | Wen Junhui             | Sim       | Song Bingyang                                         |
| "Hello"                                      | 2017 | Teen, Age            | Seventeen              | Sim       | BUMZU Kim Min-gyu DK [ 47 ]                           |
| "HIGHLIGHT"                                  | 2016 | Going Seventeen      | Seventeen              | Sim       | BUMZU Hoshi Dino (Jo Sung-ho) The8 Lee Yu-jung [ 45 ] |
| "MY I"                                       | 2017 | Al1                  | Seventeen (Jun X The8) | Sim       | BUMZU The8 [ 46 ]                                     |

## Prêmios e indicações
| Atuação                   | Atuação                                                                                         | Atuação                                                                                         | Atuação          | Atuação   |
| Ano                       | Prêmio                                                                                          | Categoria                                                                                       | Trabalho nomeado | Resultado |
| ------------------------- | ----------------------------------------------------------------------------------------------- | ----------------------------------------------------------------------------------------------- | ---------------- | --------- |
| 2002                      | 9th National Newcomer Contest National Awards                                                   | Children's Film and Television: Top Ten                                                         | Ele mesmo        | Venceu    |
| 2002                      | 9th National Newcomer Contest (Guangdong Division) Awards                                       | Best Child Cinema Silver                                                                        | Ele mesmo        | Venceu    |
| 2007                      | 2nd Hong Kong Film Directors Awards                                                             | Melhor Ator Novato                                                                              | The Pye-Dog      | Venceu    |
| 2008                      | 27th Hong Kong Film Awards                                                                      | Melhor Ator Novato                                                                              | The Pye-Dog      | Indicado  |
| Música                    |                                                                                                 |                                                                                                 |                  |           |
| 2004                      | US Walmart Department Stores Award                                                              | Piano Competition Excellence                                                                    | Ele mesmo        | Venceu    |
| Prêmios de artes marciais |                                                                                                 |                                                                                                 |                  |           |
| 2008                      | Wushu All-Around Competition Junior Men’s Traditional Weapons Class                             | Wushu All-Around Competition Junior Men’s Traditional Weapons Class                             | Ele mesmo        | 2nd       |
| 2008                      | 10th Shenzhen Traditional Wushu Competition Shaolin Staff                                       | 10th Shenzhen Traditional Wushu Competition Shaolin Staff                                       | Ele mesmo        | 2nd       |
| 2008                      | 10th Shenzhen Traditional Wushu Competition Shaolin Fist                                        | 10th Shenzhen Traditional Wushu Competition Shaolin Fist                                        | Ele mesmo        | 1st       |
| 2010                      | 8th Hong Kong International Wushu Festival Grand Prix “Haechi Cup” Men’s M5 Pictographic Boxing | 8th Hong Kong International Wushu Festival Grand Prix “Haechi Cup” Men’s M5 Pictographic Boxing | Ele mesmo        | 4th       |
| 2010                      | 8th Hong Kong International Wushu Festival Grand Prix “Haechi Cup” Men’s M5 Shaolin Boxing      | 8th Hong Kong International Wushu Festival Grand Prix “Haechi Cup” Men’s M5 Shaolin Boxing      | Ele mesmo        | 5th       |
| 2010                      | 8th Hong Kong International Wushu Festival Grand Prix “Haechi Cup” Men’s M5 Other Weapons       | 8th Hong Kong International Wushu Festival Grand Prix “Haechi Cup” Men’s M5 Other Weapons       | Ele mesmo        | 6th       |
| Outros prêmios            |                                                                                                 |                                                                                                 |                  |           |
| 2002                      | Young Peng Exhibition Awards                                                                    | Painting and Calligraphy for Children of Shenzhen                                               | Ele mesmo        | 3rd       |
| 2002                      | Shenzhen-Hong Kong Children’s Painting and Calligraphy Invitational Exhibition Competition      | Shenzhen-Hong Kong Children’s Painting and Calligraphy Invitational Exhibition Competition      | Ele mesmo        | 2nd       |
| 2004                      | Shirble Department Store Annual Competition Best Fashion Award                                  | Cup Environmentally Friendly Clothing Model                                                     | Ele mesmo        | Venceu    |
| Reconhecimentos           |                                                                                                 |                                                                                                 |                  |           |
| 2016                      | TC Candler: The 4th Annual Independent Critics List                                             | World's 100 Most Handsome Faces of 2016                                                         | Ele mesmo        | 81st      |